# Maria Eleonora del Liechtenstein
Maria Eleonora del Liechtenstein (nome completo in tedesco Maria Eleonore Karolina; 31 dicembre 1703 – 18 luglio 1757) è stata una principessa austriaca.

## Biografia
La principessa Maria Eleonora nacque nel 1703, undicesima dei figli di Antonio Floriano e di Eleonora Barbara di Thun-Hohenstein.
Il 5 febbraio 1719 sposò nella chiesa di San Michele a Vienna Federico Augusto di Harrach-Rohrau. Nel 1726 i coniugi commissionarono la costruzione del castello di Kunín come luogo di riposo della famiglia. Il suo stemma di nascita appare scolpito sulla facciata dell'edificio, accanto a quello del marito.

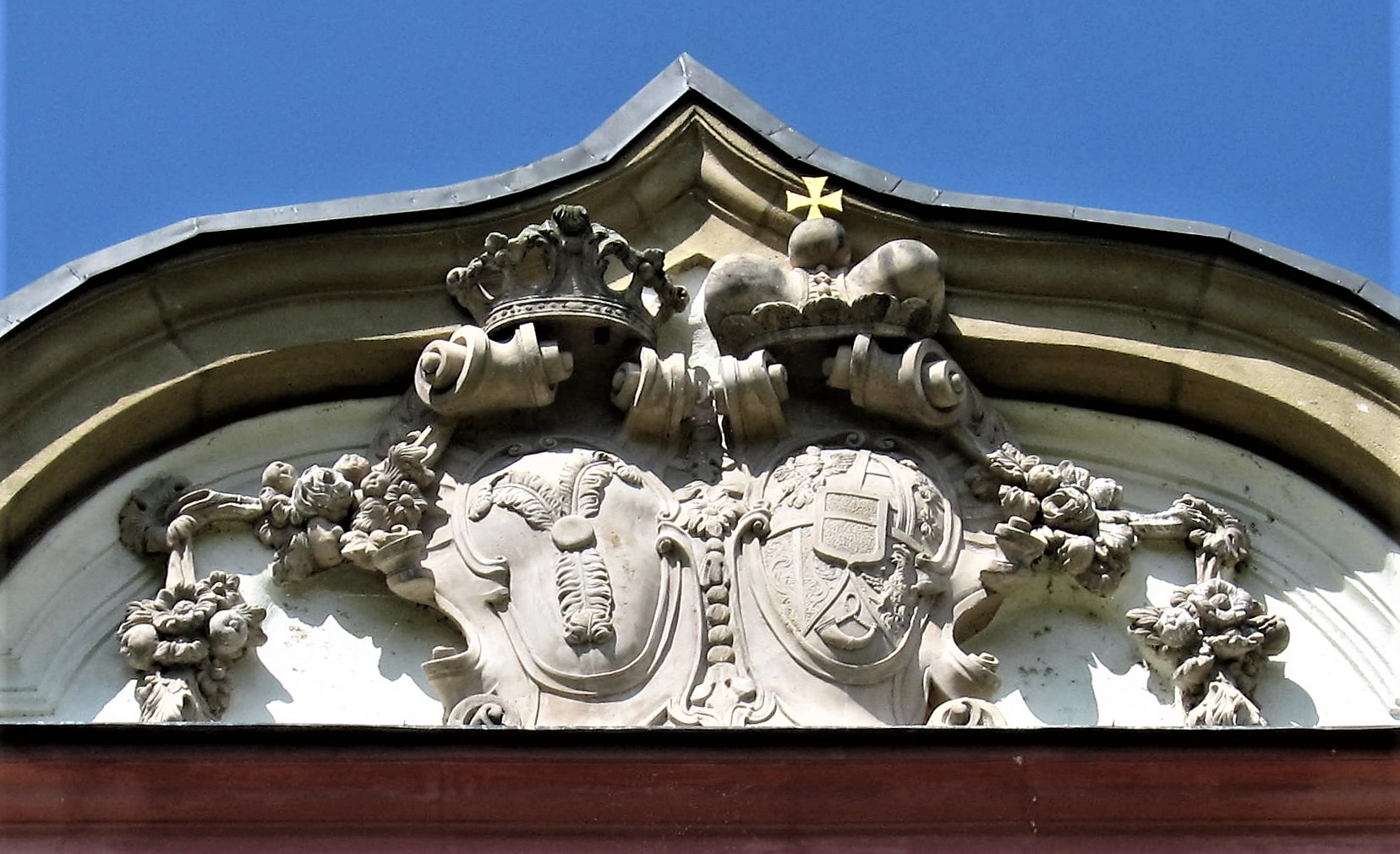
Gli stemmi dei due coniugi

Morì il 18 luglio 1757 e venne tumulata nella chiesa di Sant'Agostino a Vienna.

## Discendenza
Maria Eleonora del Liechtenstein e Federico Augusto di Harrach-Rohrau ebbero dieci figli e sei figlie:
- Francesco Antonio (13 maggio 1720 - 25 marzo 1724);
- Maria Rosa (Salisburgo, 20 agosto 1721 - Vienna, 29 agosto 1785), sposò lo zio Ferdinando Bonaventura von Harrach il 9 ottobre 1740 al castello di Prugg ed ebbero due figlie:[5]
  - Maria Eleonora (12 giugno 1757 - 13 febbraio 1758);
  - Maria Rosa Aloisia Caterina (Vienna, 25 novembre 1758 - Vienna, 31 marzo 1814), sposò Joseph Kinsky von Wchinitz und Tettau il 23 aprile 1777 a Vienna ed ebbero quattro figli.[6]
- Giovanni Giuseppe (18 settembre 1722 - L'Aia, 8 dicembre 1746);
- Ernesto Guido (Vienna, 8 settembre 1723 - Vienna, 23 marzo 1783), sposò Maria Josepha von Dietrichstein (1736-1799) il 20 maggio 1754 a Vienna ed ebbero cinque figlie e quattro figli:[7]
  - Maria Giuseppa (Vienna, 28 aprile 1755 - Vienna, 9 febbraio 1783);
  - Giovanni Nepomuceno Ernesto (17 maggio 1756 - 11 aprile 1829);
  - Ernesto Cristoforo (Vienna, 29 maggio 1757 - Vienna, 14 dicembre 1838);
  - Maria Anna (24 luglio 1758 - 23 maggio 1763);
  - Carlo Borromeo (11 maggio 1761 - 19 ottobre 1829);
  - Ferdinando Giuseppe (Vienna, 17 marzo 1763 - Dresda, dicembre 1841);
  - Maria Teresa (31 agosto 1764 - 15 settembre 1831);
  - Eva Maria (1765 - 19 giugno 1765);
  - Maria Teresa Antonia Giuseppa (1⁰ novembre 1775 - 4 dicembre 1775).
- Maria Anna (27 aprile 1725 - 29 aprile 1780), sposò Nikolaus Sebastian von Lodron (1719-1792) il 30 maggio 1742 ed ebbero una figlia:[8]
  - Maria Carolina Anna (Klagenfurt am Wörthersee, 25 aprile 1756 - Vienna, 29 maggio 1825).
- Anna Vittoria (novembre 1726 - 6 gennaio 1746);
- Maria Giuseppa (1727-1788), sposò il cugino Giovanni Nepomuceno Carlo del Liechtenstein nel 1744 (ebbero due figlie e un figlio) e in seconde nozze Giuseppe di Lobkowicz (ebbero due figlie e due figli);
- Massimiliano Giuseppe (13 settembre 1729 - 6 marzo 1730);
- Bonaventura Maria (20 marzo 1731 - Mons, 14 febbraio 1794);
- Francesco Saverio (Kaub, 2 ottobre 1732 - 15 febbraio 1781), sposò Maria Rebekka von Hohenems (1742-1806) il 4 gennaio 1761 ed ebbero una figlia:[9]
  - Maria Valpurga Giuseppa Gaetana (22 ottobre 1762 - 25 maggio 1828).
- Ignazio Ludovico (Kaub, 2 ottobre 1732 - 11 marzo 1753);
- Giovanni Leopoldo (12 dicembre 1733 - 27 settembre 1734);
- Maria Elisabetta (19 maggio 1735 - 9 giugno 1735);
- Ferdinando (4 gennaio 1737 - 27 marzo 1748);
- Giovanni Nepomuceno Ernesto (20 maggio 1738 - 17 dicembre 1739);
- Maria Cristina (24 luglio 1740 - 27 novembre 1791).

## Ascendenza
|                                           |                                    |                                               | Genitori                                  |  |  | Nonni |  |  | Bisnonni                    |  |  | Trisnonni                     |  |
|                                           |                                    |                                               |                                           |  |  |       |  |  | Gundacaro del Liechtenstein |  |  | Hartmann II del Liechtenstein |  |
|                                           |                                    |                                               |                                           |  |  |       |  |  | Gundacaro del Liechtenstein |  |  | Hartmann II del Liechtenstein |  |
|                                           |                                    | Anna Maria von Ortenburg                      |                                           |  |  |       |  |  | Gundacaro del Liechtenstein |  |  |                               |  |
| Hartmann III del Liechtenstein            |                                    |                                               |                                           |  |  |       |  |  | Gundacaro del Liechtenstein |  |  |                               |  |
|                                           |                                    | Agnese della Frisia orientale                 | Enno III della Frisia orientale           |  |  |       |  |  |                             |  |  |                               |  |
|                                           |                                    | Agnese della Frisia orientale                 | Enno III della Frisia orientale           |  |  |       |  |  |                             |  |  |                               |  |
|                                           |                                    | Agnese della Frisia orientale                 | Walburgis von Rietberg                    |  |  |       |  |  |                             |  |  |                               |  |
| Antonio Floriano del Liechtenstein        |                                    | Agnese della Frisia orientale                 |                                           |  |  |       |  |  |                             |  |  |                               |  |
|                                           |                                    | Ernst Friedrich von Salm-Reifferscheidt       | Werner zu Salm-Reifferscheidt-Dyck        |  |  |       |  |  |                             |  |  |                               |  |
|                                           |                                    | Ernst Friedrich von Salm-Reifferscheidt       | Werner zu Salm-Reifferscheidt-Dyck        |  |  |       |  |  |                             |  |  |                               |  |
|                                           |                                    | Ernst Friedrich von Salm-Reifferscheidt       | Marie von Limburg-Stirum                  |  |  |       |  |  |                             |  |  |                               |  |
| Sidonie Elisabeth von Salm-Reifferscheidt |                                    | Ernst Friedrich von Salm-Reifferscheidt       |                                           |  |  |       |  |  |                             |  |  |                               |  |
|                                           |                                    | Maria Ursula zu Leiningen-Dagsburg-Falkenburg | Emich XI zu Leiningen-Dagsburg-Falkenburg |  |  |       |  |  |                             |  |  |                               |  |
|                                           |                                    | Maria Ursula zu Leiningen-Dagsburg-Falkenburg | Emich XI zu Leiningen-Dagsburg-Falkenburg |  |  |       |  |  |                             |  |  |                               |  |
|                                           |                                    | Maria Ursula zu Leiningen-Dagsburg-Falkenburg | Ursula von Fleckenstein                   |  |  |       |  |  |                             |  |  |                               |  |
| Maria Eleonora del Liechtenstein          |                                    | Maria Ursula zu Leiningen-Dagsburg-Falkenburg |                                           |  |  |       |  |  |                             |  |  |                               |  |
|                                           | Johann Sigmund von Thun-Hohenstein | Johann Cyprian von Thun-Hohenstein            |                                           |  |  |       |  |  |                             |  |  |                               |  |
|                                           | Johann Sigmund von Thun-Hohenstein | Johann Cyprian von Thun-Hohenstein            |                                           |  |  |       |  |  |                             |  |  |                               |  |
|                                           | Johann Sigmund von Thun-Hohenstein | Anna Maria von Preysing                       |                                           |  |  |       |  |  |                             |  |  |                               |  |
| Michael Osvald von Thun-Hohenstein        | Johann Sigmund von Thun-Hohenstein |                                               |                                           |  |  |       |  |  |                             |  |  |                               |  |
|                                           |                                    | Anna Margaretha von Wolkenstein-Trostburg     | Marcus Oswald von Wolkenstein-Trostburg   |  |  |       |  |  |                             |  |  |                               |  |
|                                           |                                    | Anna Margaretha von Wolkenstein-Trostburg     | Marcus Oswald von Wolkenstein-Trostburg   |  |  |       |  |  |                             |  |  |                               |  |
|                                           |                                    | Anna Margaretha von Wolkenstein-Trostburg     | Anna Maria Khuen von Belasi               |  |  |       |  |  |                             |  |  |                               |  |
| Eleonora Barbara di Thun-Hohenstein       |                                    | Anna Margaretha von Wolkenstein-Trostburg     |                                           |  |  |       |  |  |                             |  |  |                               |  |
|                                           |                                    | Cristoph von Lodron                           | Nicolò Lodron                             |  |  |       |  |  |                             |  |  |                               |  |
|                                           |                                    | Cristoph von Lodron                           | Nicolò Lodron                             |  |  |       |  |  |                             |  |  |                               |  |
|                                           |                                    | Cristoph von Lodron                           | Dorothea von Welsperg                     |  |  |       |  |  |                             |  |  |                               |  |
| Elisabeth von Lodron                      |                                    | Cristoph von Lodron                           |                                           |  |  |       |  |  |                             |  |  |                               |  |
|                                           |                                    | Katharina zu Spaur und Flavon                 | Anton zu Spaur und Flavon                 |  |  |       |  |  |                             |  |  |                               |  |
|                                           |                                    | Katharina zu Spaur und Flavon                 | Anton zu Spaur und Flavon                 |  |  |       |  |  |                             |  |  |                               |  |
|                                           |                                    | Katharina zu Spaur und Flavon                 | Emerentia von Preysing                    |  |  |       |  |  |                             |  |  |                               |  |
|                                           |                                    | Katharina zu Spaur und Flavon                 |                                           |  |  |       |  |  |                             |  |  |                               |  |